# Juliansäule

Juliansäule in Ankara

Die sogenannte Juliansäule (türkisch Jülian Sütunu) ist eine Steinsäule im Park Hükümet Meydanı in Ankara. Sie befindet sich im Stadtteil Ulus. 
Die Säule unbekannter, spätrömischer Zeitstellung ist 15 Meter hoch, gleichsam horizontal kanneliert und wird auch Belkıs-Minarett genannt.